# 머그샷

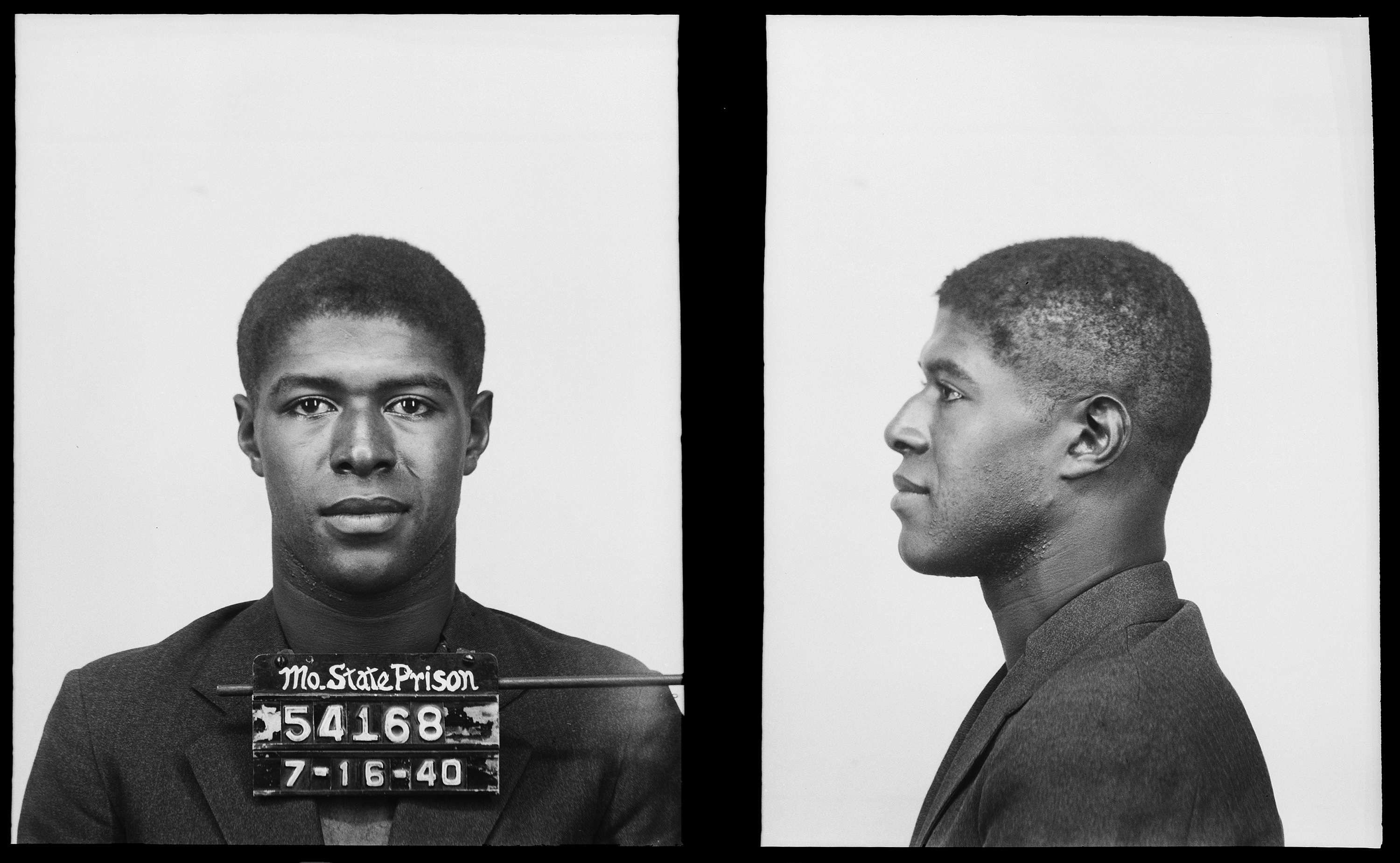
1940년 7월 16일 촬영된 클레오 라이트의 투옥 당시 머그샷

머그샷(mug shot, 경찰 사진 또는 예약 사진의 비공식 용어)은 일반적으로 사람이 체포된 후 촬영한 어깨 위 사진이다. 머그샷의 원래 목적은 법 집행 기관이 체포된 개인의 사진 기록을 보유하여 피해자, 대중 및 수사관이 신원을 확인할 수 있도록 하는 것이었다. 그러나 미국에서는 최근 기업가들이 머그샷 출판 산업을 통해 이러한 공공 기록을 현금화하기 시작했다.
범죄자 사진 촬영은 사진이 발명된 지 불과 몇 년 후인 1840년대에 시작되었지만, 1888년이 되어서야 프랑스 경찰 알퐁스 베르티옹이 그 과정을 표준화했다.

## 어원
머그(Mug)는 얼굴(face)을 뜻하는 영어 속어로 18세기부터 사용됐다. 머그샷은 어떤 이유로든 사용된 얼굴의 작은 사진을 더 느슨하게 의미할 수 있다.

## 설명

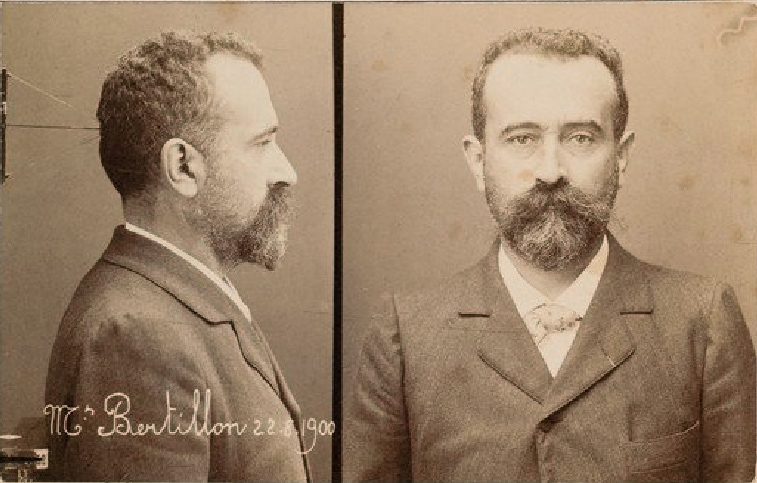
이 유형의 사진을 1900년 8월 22일에 개발하고 표준화시킨 알퐁스 베르티옹의 초상화 머그샷

일반적인 머그샷은 측면 사진 1장과 정면 사진 1장의 두 부분으로 구성된다. 배경은 일반적으로 머리에서 산만함을 피하기 위해 단순한다. 범인의 신원을 확인하기 위해 머그샷을 모아 머그북으로 만들 수도 있다. 세간의 이목을 끄는 경우에는 머그샷이 대중 매체에 게시될 수도 있다.

## 역사
법 집행 기관이 사용하기 위해 촬영한 최초의 수감자 사진은 벨기에에서 1843년과 1844년에 촬영되었을 수 있다. 영국에서는 런던 경찰이 1846년에 범죄자의 사진을 찍었다. 리버풀과 버밍엄에서는 1848년에 그렇게 했다. 1853년에는 필라델피아 경찰국에는 범죄자들의 은판 사진이 전시된 갤러리가 있었다. 뉴욕 경찰국도 1857년에 같은 일을 했다.
핑커톤(Pinkerton National Detective Agency)은 미국의 수배 포스터에 이것을 사용하기 시작했다. 1870년대에 이 기관은 미국에서 가장 큰 머그샷 컬렉션을 축적했다.
한 쌍의 배열은 알렉산더 가드너(Alexander Gardner)가 링컨 암살 재판에서 기소된 공모자들을 촬영한 1865년 감옥 초상화에서 영감을 받았을 수 있지만, 가드너의 사진은 프로필 사진을 위해 머리만 돌린 전신 초상화였다.
1871년 파리 코뮌이 패배한 후, 파리 경찰청은 유죄 판결을 받은 수감자들의 초상화를 찍기 위해 사진사 외젠 아페르트(Eugène Appert)를 고용했다. 1888년에 알퐁스 베르티옹(Alphonse Bertillon)은 조명과 각도를 표준화하여 얼굴 전체와 옆모습을 특징으로 하는 현대적인 머그샷을 발명했다. 이 시스템은 곧 유럽 전역과 미국, 러시아에서 채택되었다.
체포된 사람은 이름, 생년월일, 예약 ID, 체중 및 기타 관련 정보가 적힌 플래카드를 소지해야 하는 경우가 있다. 디지털 사진의 경우, 디지털 사진은 체포에 관한 데이터베이스 기록에 연결된다. 일부 관할권에서는 머그샷을 법적으로 촬영할 필요가 없으며, 대부분 이미 더 많은 대중에게 알려진 유명 인사의 경우이다.

## 지명수배에서의 사용

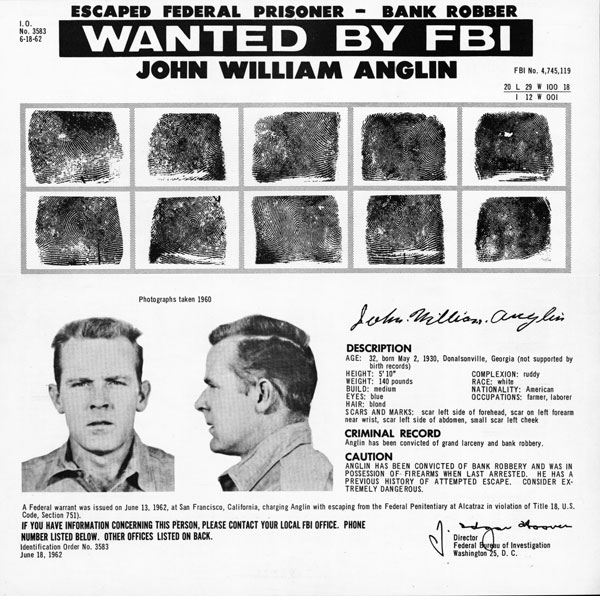
탈옥자 존 앵글린의 머그샷을 포함한 FBI의 지명수배 포스터

FBI의 지명수배 10인 목록을 포함하여 수배 포스터에 머그샷이 포함되는 경우가 많다.

## 온라인 머그샷 공개
21세기 초 미국에서는 인터넷 웹사이트에서 머그샷을 게시하고 삭제하는 것을 중심으로 온라인 산업이 발전했다.

## 머그북

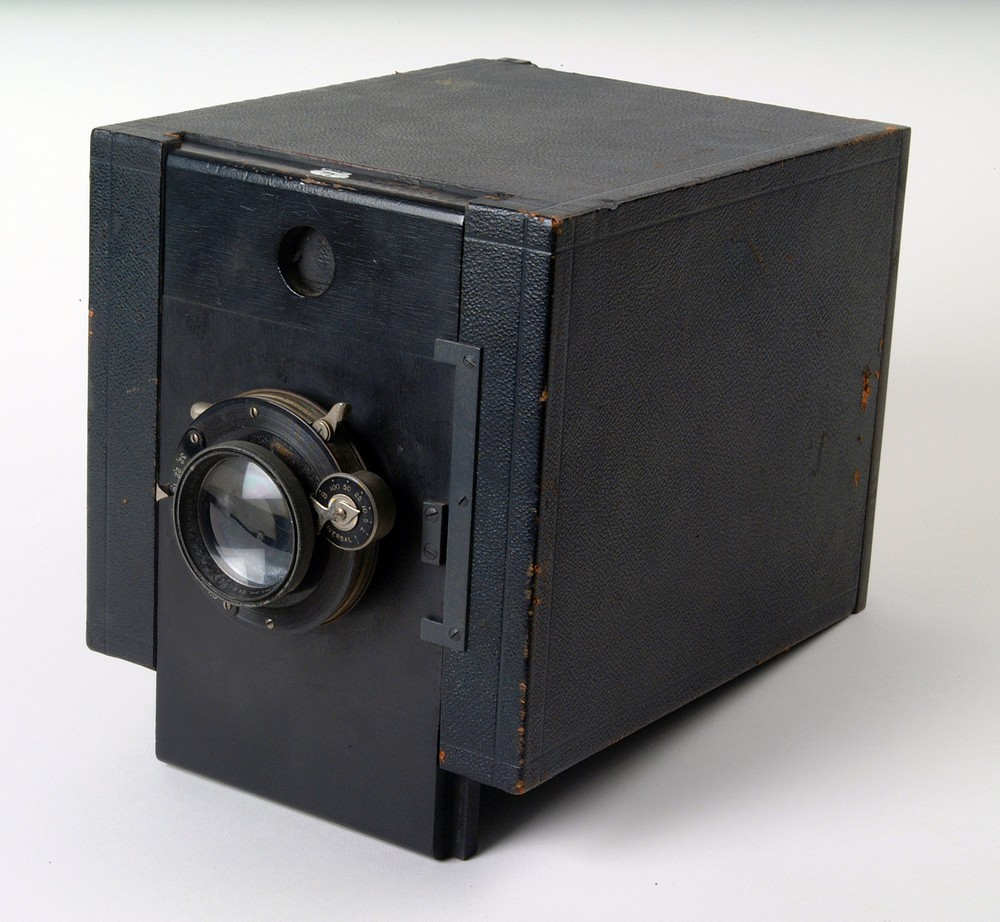
머그샷을 찍기 위해 사용된 카메라

머그북(Mug Book)은 범인의 사진을 모아 놓은 것으로, 일반적으로 체포 당시 찍은 머그샷에 담겨 있다. 머그북은 범죄 목격자가 법 집행 기관의 도움을 받아 범인을 식별하기 위해 사용된다. 연구에 따르면 사진을 그룹화하면 각 사진을 개별적으로 표시하는 것보다 오탐률이 더 적은 것으로 나타났다.
머그북은 19세기 후반 미국에서 출판된 지역 전기사를 참고하여 계보와 역사의 의미를 갖기도 한다.